# Ozzy (film)
Ozzy – hiszpański-kanadyjski film animowany z 2017 roku.

## Fabuła
Ozzy to przesłodki piesek rasy beagle, ukochany pieszczoch całej rodziny. Kiedy jego właściciele Susan, Ted i Paula wyjeżdżają w daleką podróż do Japonii, jego życie wywraca się do góry łapami. Ozzy trafia do luksusowego spa dla psów. Szybko okazuje się jednak, że wyglądający na raj hotel, to tak naprawdę, prawdziwa szkoła przetrwania. Ozzy natychmiast wpadnie na plan wielkiej ucieczki i od tego momentu zacznie się wielka, zwariowana przygoda. Z pomocą szybkich i futrzastych – Fronleya, Chestera i Doca, zrozumie na czym polega prawdziwa odwaga i moc przyjaźni.

## Polski dubbing
Wersja polska: SDI Media Polska

Dialogi polskie: Zofia Jaworowska

Reżyseria polskiej wersji językowej: Agnieszka Matysiak

Nagranie i montaż dialogów: Mateusz Michniewicz

W wersji polskiej udział wzięli:
- Krzysztof Szczepaniak – Ozzy
- Waldemar Barwiński – Fronky
- Miłogost Reczek – Chester
- Krzysztof Dracz – Vito
- Zbigniew Konopka – Grunt
- Grzegorz Pawlak – Decker
- Przemysław Stippa – Ted
- Aleksander Mikołajczak – Robbins
- Wojciech Żołądkowicz – Doc
- Monika Pikuła – Susan
- Zofia Modej – Paula
- Cezary Kwieciński – Moe
- Mikołaj Klimek – Dominic
- Mieczysław Morański – Radar
- Wojciech Chorąży – Lobo

W pozostałych rolach:
- Anna Sztejner
- Jacek Król
- Sebastian Perdek
- Wojciech Słupiński
- Jan Staszczyk
- Paweł Szczesny
- Bartosz Wesołowski
- Mirosław Wieprzewski